# 茶屋町駅 (大阪府)
茶屋町駅（ちゃやまちえき）は、かつて阪急北野線にあった電停（廃駅）である。

## 概要
1910年（明治43年）の箕面有馬電気軌道開業以来、梅田－十三間では地上の併用軌道を通っていた宝塚線・神戸線であるが、将来の列車本数増加に対応しきれないこととスピードアップのため、高架線路別複々線の専用軌道を敷設し、両線の運転を分離する工事が行われることになった。
1926年（大正15年）7月5日に工事が完成してその供用が開始されるが、旧線のうち梅田駅から北野駅に至る区間に関しては、支線の北野線として単行電車による運転が継続されることになった。その際、需要掘り起こしのため唯一の中間停留所として新設されたのがこの茶屋町駅である。
電停は中国街道との分岐点、現在のアーバンテラス茶屋町南西角から阪急かっぱ横丁（高架下）入口付近に設けられた。
1949年（昭和24年）、北野線の営業が休止されるのに伴い、この駅も消滅した。

## 歴史
- 1926年（大正15年）7月5日：阪神急行電鉄北野線の駅として新設。
- 1943年（昭和18年）10月1日：阪神急行電鉄と京阪電気鉄道の合併により、事業者名が京阪神急行電鉄となる。
- 1949年（昭和24年）1月1日：北野線休止に伴い、事実上消滅。

## 駅周辺
茶屋町の繁華街となっている。線路跡は歩道を併設した片側1車線通行の道路として整備されたため、遺構は残っていない。

## 隣の駅
京阪神急行電鉄
北野線
梅田駅 - 茶屋町駅 - 北野駅